# Édouard Molinaro
Édouard Camille Molinaro (Bordeaux, 1928. május 13. – Párizs,
2013. december 7.) francia filmrendező, színész, forgatókönyvíró.

## Élete
Édouard Molinaro 1928. május 13-án született Bordeaux-ban Georges Molinaro és Renée Almeyrac gyermekeként.
Maurice de Canonge és André Berthomieu asszisztense volt, majd önálló rendező lett. 1967-ben az Oscar című filmjében Louis de Funès volt a főszereplő. Két évvel később a Nagybátyám Benjamin című filmben Jacques Brel és Claude Jade szerepeltek. 1976-ban a Dracula és fia filmet is ő rendezte, amelyben Christopher Lee játszott. Két évvel később az Őrült nők ketrece című filmjét Oscar-díjra jelölték; ebben Michel Serrault és Ugo Tognazzi szerepeltek.

## Filmjei

### Rendezőként
- Háttal a falnak (1958)
- Eltűnt asszonyok (1959)
- Egy tanú a városban (1959)
- Nyári lány (1960)
- A szép halála (1961)
- Az ellenségek (1962)
- A hét főbűn (1962)
- A bűbájos hibbant lány (1964) (forgatókönyvíró is)
- Férfivadászat (1964) (színész is)
- Amikor a fácánok költöznek (1965)
- A kém bőre (1967)
- Oscar (1967) (forgatókönyvíró is)
- Nagybátyám Benjámin (1969) (forgatókönyvíró is)
- Heves jeges (1969)
- A legédesebb vallomások (1971)
- A mandarin (1972)
- A túszok bandája (1973)
- A bajkeverő (1973) (színész is)
- A sors iróniája (1974) (forgatókönyvíró is)
- Rózsaszín telefon (1975)
- Dracula és fia (1976)
- A férfi, aki mindig sietett (1977)
- Őrült nők ketrece (1978) (forgatókönyvíró is)
- Beszélj csak, érdekelsz! (1979)
- Őrült nők ketrece 2. (1980)
- A csábítók (1980)
- Vasárnapi szeretők (1981)
- Sok pénznél jobb a több (1982) (forgatókönyvíró és színész is)
- Vagyok, aki vagyok (1984)
- Elrejtett érzelmek (1985)
- Palace (1985) (forgatókönyvíró is)
- Sikátor a holdfényben (1987)
- A magas szőke + két szőke (1988)
- Leisenbohg átkozott szerelme (1990)
- A gorilla (1990)
- A hercegi vacsora (1992)
- Ce que savait Maise (1994)
- Az arcátlan Beaumarchais (1995) (forgatókönyvíró is)
- A bírónő dossziéi (1995)
- H (1998-1999)
- Nora (1998) (forgatókönyvíró is)
- Tombé du nid (1999)
- Max, kipottyanva a fészekből (1999)
- Nana (2001) (forgatókönyvíró is)
- Szókimondó asszonyság (2002)
- Csalafinta Vénusz (2003)
- Un homme par hasard (2003)
- Une famille pas comme les autres (2005)
- Les hommes de cœur (2005-2006)
- Le tuteur (2005-2008) (forgatókönyvíró is)

## Díjai
- A Francia Akadémia díja (1996)

## További információ
- Édouard Molinaro a PORT.hu-n (magyarul)
- Édouard Molinaro az Internetes Szinkronadatbázisban (magyarul)
- Édouard Molinaro az Internet Movie Database-ben (angolul)
- Édouard Molinaro az AlloCiné weboldalán (franciául)
- Edouard Molinaro Profile. Famousfix.com. (Hozzáférés: 2023. február 3.)
- Filmkatalógus.hu